# Ономакрит
Ономакрит из Атине је најзначајнији представник орфичке секте у 6. веку п. н. е. и председник комисије којој је атински владар Писистрат наредио да на једно место скупи Хомерове песме.
На двору Писистратовог сина Хипарха био је веома цењен. Добио је задатак да скупи, обради и допуни Мусејева пророчанства. Према Херодотовим речима, није савесно обављао свој посао. Између осталог, убацио је лажно пророчанство по коме ће острва код Лемна нестати у мору. Због тога га је Хипарх прогнао из Атине.
Касније је, по налогу Писистратових присталица, био послат на двор персијског цара Ксеркса да га придобије за рат против Атине. Ономакрит је Ксерксу говорио само она пророчанства која су му била по вољи, а једно од њих је говорило да ће човек Персијанац начинити мост преко Хелеспонта.
Поред сакупљања и редиговања текстова приписиваних Хомеру, Мусеју и Орфеју, Ономакрит је писао и оригинална дела: епове, пророчанства и упутства. Сва његова дела спадају у хијератско тј. профетско песништво.